# Kibiro
Kibiro är en liten fiskeby i Uganda vid Albertsjöns sydöstra strand. Invånarna i byn har inte möjlighet att producera sina egna jordbruksprodukter utan är beroende av handel med andra samhällen för det mesta av det de behöver, såsom mat, kläder och ved. Invånarna i Kibiro lever främst på att producera och sälja salt. Orten sattes 10 september 1997 upp på Ugandas tentativa världsarvlista.

## Salttillverkningen
Ingen dokumentation av saltproduktionsprocessen finns före att Européer skrev om den på 1800-talet. Saltproduktionsteknikerna som beskrivs av tidiga Européer skiljer sig på många sätt från den teknik dagens invånare använder.
Idag, rinner vatten från heta källor över områdets salthaltiga marker och håller den fuktig. Arbetare sprider ut torr jord över dessa våta områden. Vatten med salt dras upp i de torra jordmassorna från den våta marken. Den utlagda jorden samlas in och placeras i ett såll som ligger över en stor gryta. Vatten hälls över jorden och vattnet bär saltet ner i grutan. Lösningen kokas sedan så att saltet fälls ut i grytan.
Saltproduktionen i området görs enbart av kvinnor.